# Diplocanthopoda marina
Genre
Espèce
Diplocanthopoda marina, unique représentant du genre Diplocanthopoda, est une espèce d'araignées aranéomorphes de la famille des Salticidae.

## Distribution
Cette espèce est se rencontre en Malaisie péninsulaire, à Singapour et en Chine à Hainan.

## Habitat
Cette espèce se rencontre dans les zones rocheuses de l'estran. Pour y survivre lorsque la marée est haute, elle s'installe dans un trou dans un rocher qu'elle bouche avec de la soie, ce qui crée une poche d'air,.

## Description
La carapace du mâle syntype mesure 3,0 mm de long sur 1,0 mm et l'abdomen 3,2 mm de long sur 2,0 mm et la carapace de la femelle paratype 3,5 mm de long sur 2,6 mm et l'abdomen 3,5 mm de long sur 2,3 mm.
La femelle affiche un céphalothorax brun foncé à noir avec quelques marques plus claires. L'abdomen est d'un brun plus clair et présente quelques marques blanchâtres. Le mâle lui ressemble mais les marges de son céphalothorax et le dessous de ses yeux sont blancs. Ses couleurs sont un peu plus vives et ses motifs un peu plus marqués,.
Le mâle décrit par Wang et Zhang en 2023 mesure 5,34 mm et la femelle 6,54 mm.

## Systématique et taxinomie
Cette espèce a été décrite par Abraham en 1925.
Ce genre a été décrit par Abraham en 1925 dans les Attidae.

## Publication originale
- Abraham, 1925 : « A marine spider of the fam Attidae. » Proceedings of the Zoological Society of London, vol. 1925, p. 1357-1363.